# 立花洋一
立花 洋一（たちばな よういち、1959年5月16日 - ）は、福岡県出身のジャズミュージシャン。ピアニスト、作曲家。編曲家。泰星高等学校卒業。

## 概要
3歳よりピアノ、ヴァイオリンを始め、学生時代には吹奏楽部でパーカッション、ドラムなどを経験する。1983年にジャズ・ピアニストとしてプロデビューし、日本での活動の他、世界的に有名な歌手のバックバンドを務める。1987年より自己のリーダーグループを率いて各地で活躍。MALTA、TOKUなどとも共演。2000年にはニューヨークで、クリフォード・アダムスと共演。2005年にはニューヨーク、パリ、ブリュッセルでライブ活動を展開。2006年より、ピアノソロでの演奏活動に力を入れている。その他、美輪明宏とのコラボレーションや、舞踏や尺八との共演など、新たな世界にも挑戦し続けている。オリジナル楽曲作品は、約1,200曲。音楽監督や舞台監督としての顔も持つ。

## アルバム
- AKASHA（1998年）
- An Aspect（2001年）
- On A Clear Day（2001年）
- Breath（2004年）
- Un Moment（2006年）